# Tumtum jezik
Tumtum jezik (ISO 639-3: tbr), jedan od neklasificiranih nilsko-saharskih jezika kojim govori preko 7 000 ljudi iz plemena Tumtum u planinskom području Jebel Talodi u Sudanu. 
Jezik ima nekoliko dijalekata karondi (kurondi, korindi; 6 000), talassa (talasa) i tumtum (1 300) kojim govore razna podplemena.

## Vanjske poveznice
- Ethnologue (14th)
- Ethnologue (15th)